# Domus Martinus Vermet
Domus Martinus Vermet (Oud-Vossemeer, 23 oktober 1906 – Reimerswaal, 12 mei 1978) was een Nederlands politicus van de CHU.
Hij was achtereenvolgens werkzaam bij de gemeenten Oud-Vossemeer, Rijnsburg, Kampen en Aalsmeer voor hij eind 1930 als ambtenaar in dienst trad bij de gemeentesecretarie van Goudswaard en Piershil. Een half jaar later werd hij de gemeentesecretaris van Goudswaard. In 1946 volgde zijn benoeming tot burgemeester van Zuidzande en vanaf 1955 was Vermet de burgemeester van 's-Heer Arendskerke. Die laatste gemeente werd in 1970 opgeheven bij de gemeentelijke herindeling op Zuid-Beveland waarbij het noordelijke stuk deel ging uitmaken van de nieuwe gemeente Borsele en de rest opging in de gemeente Goes. Daarmee kwam zijn functie te vervallen. Vermet overleed in 1978 op 71-jarige leeftijd.